# La Puye
La Puye – miejscowość i gmina we Francji, w regionie Nowa Akwitania, w departamencie Vienne.
Według danych na rok 1990 gminę zamieszkiwało 599 osób, a gęstość zaludnienia wynosiła 25 osób/km² (wśród 1467 gmin regionu Poitou-Charentes La Puye plasuje się na 491. miejscu pod względem liczby ludności, natomiast pod względem powierzchni na miejscu 283.).